# Heart (gruppo musicale)
Gli Heart sono un gruppo musicale statunitense fondato nei primi anni settanta e tuttora in attività. La loro produzione unisce elementi hard rock, heavy metal e folk. Attorno al nucleo del gruppo, formato dalla cantante Ann Wilson e dalla chitarrista Nancy Wilson, si sono avvicendate tre formazioni principali. Ebbero il loro primo periodo di grande popolarità (dapprima in Canada, poi negli Stati Uniti e nel mondo) a metà degli anni settanta, con album hard rock come Little Queen e Dog & Butterfly; nei primi anni ottanta uscirono parzialmente dalla scena, per poi ottenere un successo ancora più grande tra fine ottanta e primi novanta con lavori più AOR. Gli ultimi album, come Jupiters Darling (2004) e Red Velvet Car (2010), sono caratterizzati da un ritorno alle radici hard rock e folk.
Nell'arco dei loro quarant'anni di attività, gli Heart hanno venduto oltre 30 milioni di dischi in tutto il mondo. Sono stati inclusi alla posizione 57 nella lista dei 100 più grandi artisti hard rock di tutti i tempi stilata da VH1, e nel 2013 sono stati inclusi nella Rock and Roll Hall of Fame. Inoltre, avendo avuto album nella Top 10 in tutti i decenni dagli anni settanta ai duemila, si qualificano come uno dei gruppi rock con un successo commerciale più continuativo della storia.

## Storia

### Primi anni (1967-1976)
Gli Heart si formarono a metà degli anni settanta come progetto delle sorelle californiane Ann (cantante) e Nancy Wilson (chitarrista). La loro venerazione per artisti quali Led Zeppelin e Joni Mitchell ha posto le basi per lo stile musicale sviluppato dal gruppo nei suoi primi anni, incentrato su una miscela di hard rock, blues rock e folk.
Ann e Nancy, figlie di un militare della marina statunitense, a causa della professione del padre, trascorsero l'infanzia in luoghi diversi prima di stabilirsi nella città di Seattle. Nel 1972 Ann entrò come cantante in una band chiamata The Army, capitanata dai fratelli Roger e Mike Fisher, che ben prestò cambiò nome in White Heart, prima di diventare semplicemente Heart. Nel 1974 si unì al gruppo anche Nancy come chitarrista, prendendo il posto di Mike Fisher che nel frattempo era passato al ruolo di manager della band. A quel tempo, le sorelle Wilson erano coinvolte in due distinte relazioni sentimentali con i fratelli Fisher: Ann con Mike, Nancy con Roger.
A seguito al rapporto tra Ann e Mike Fisher, la band decise di trasferirsi a Vancouver, in Canada (dove viveva la famiglia di Mike) verso la fine del 1972. Qui gli Heart cominciarono a farsi notare con una serie di concerti locali e produssero la loro prima demo con l'aiuto del produttore Mike Flicker e del chitarrista Howard Leese. Il gruppo attirò l'attenzione della Mushroom Records, con cui incisero il debutto Dreamboat Annie nel 1975. Dopo aver venduto rapidamente più di 30 000 copie in Canada, l'album venne distribuito anche negli Stati Uniti, ottenendo il disco di platino sulla scia di singoli come Magic Man e Crazy on You.

### Il successo (1977-1980)

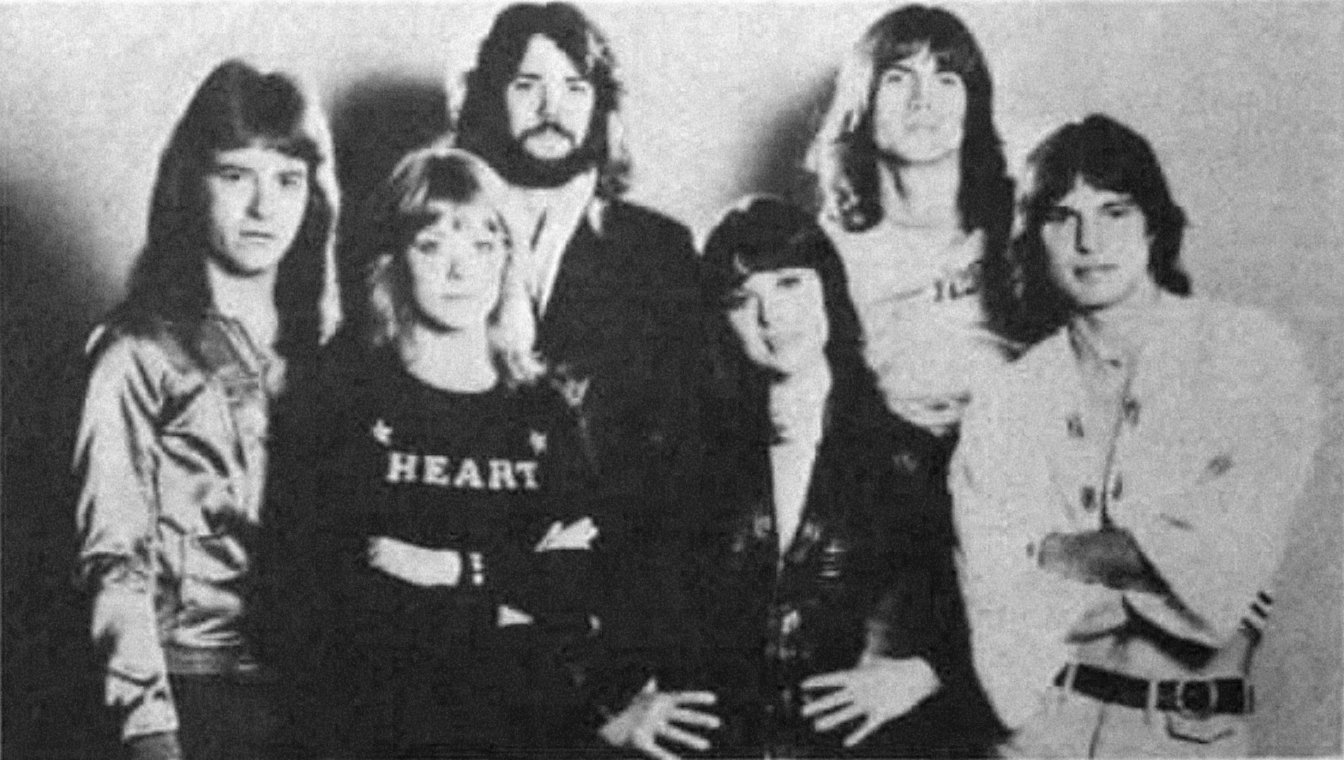
Il gruppo fotografato nel 1977

Nel 1977 la band decise di rompere il suo contratto con la Mushroom per passare alla Portrait Records, dando il via ad una lunga battaglia legale con la vecchia etichetta, che pubblicò l'ancora incompleto Magazine circa un mese prima che la Portrait distribuisse l'effettivo secondo album Little Queen. Entrambe le parti tentarono di impedire all'altra di pubblicare qualsiasi tipo di musica a nome Heart, prima che un tribunale di Seattle impose alla Mushroom di ritirare Magazine dal mercato, in modo da permettere alla band di poterlo completare con tracce remixate e nuove parti vocali nel 1978.

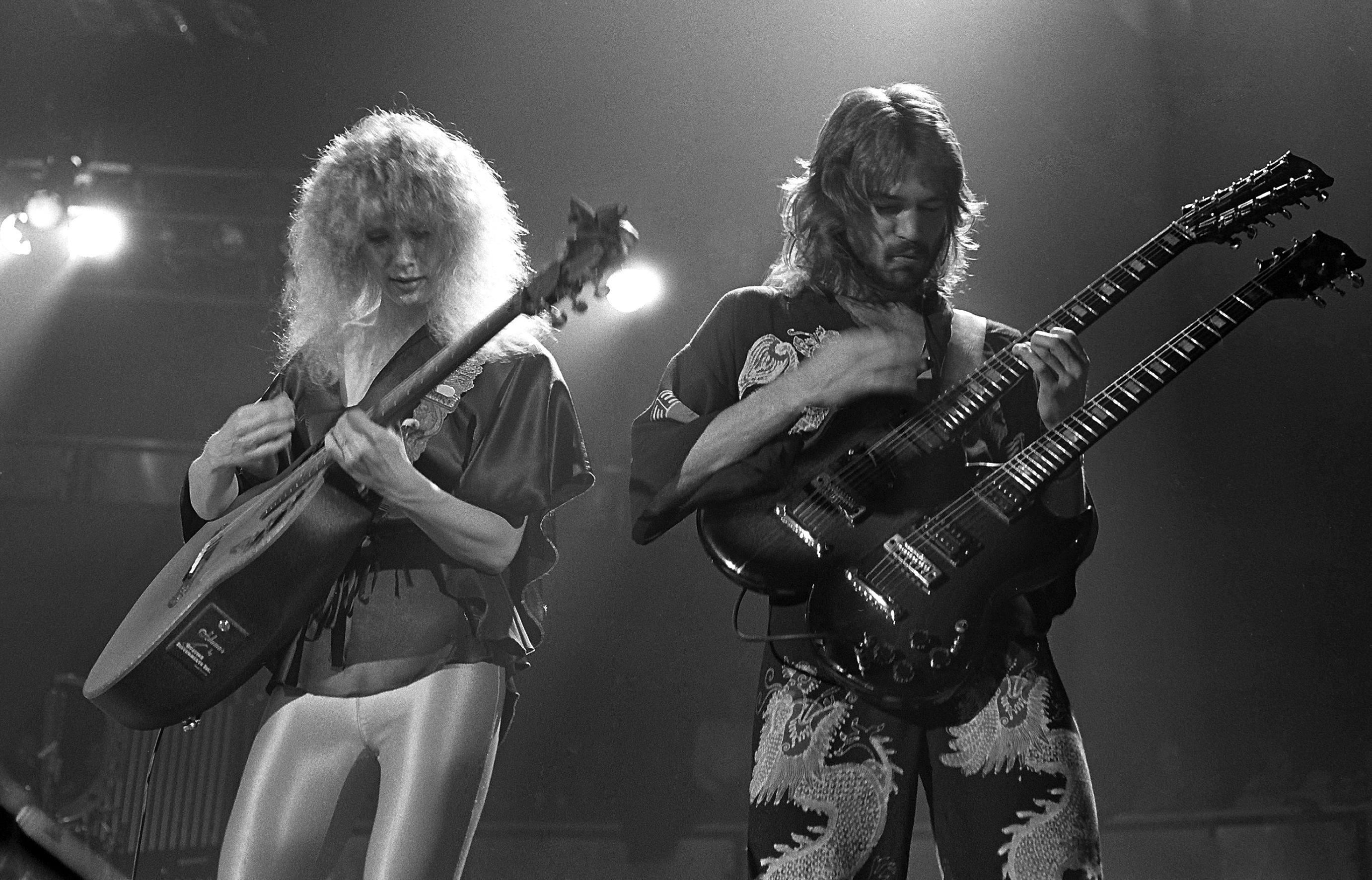
Nancy Wilson (sinistra) e Roger Fisher sul palco nel 1978

Le vicende giudiziarie non condizionarono l'ascesa al successo della band. Il singolo Barracuda ottenne enorme popolarità, e come il suo predecessore, l'album Little Queen vendette oltre un milione di copie. Ann e Nancy furono immortalate sulla copertina di Rolling Stone il 28 luglio 1977. L'anno successivo gli Heart vennero invitati al primo Texxas Jam al Cotton Bowl di Dallas, in Texas, dividendo il palco con nomi come Aerosmith, Van Halen, Ted Nugent e Journey di fronte a una folla di oltre 100.000 spettatori.
Nel tardo 1978 venne dato alle stampe Dog & Butterfly, un album perfettamente in bilico tra dolci ballate acustiche e potenti brani rock. Nel 1979 terminarono le due relazioni sentimentali che vedevano coinvolte le sorelle Wilson con i fratelli Fisher. La band votò per l'allontanamento di Roger Fisher, seguito poco dopo da quello del fratello Mike.
Gli Heart pubblicarono Bébé le Strange nel 1980. Divenne il loro terzo album a entrare nella Top 10 americana, raggiungendo il quinto posto in classifica. Verso la fine dell'anno, la band ottenne il suo singolo di maggior successo fino a quel momento, una cover della ballata Tell It Like It Is che raggiunse l'ottavo posto.

### Il declino (1981-1984)
Dopo un lungo tour di oltre un anno, la band rientrò in studio per registrare l'album Private Audition (1982). Fu il loro primo lavoro a non essere prodotto da Mike Flicker; inizialmente la band si rivolse a Jimmy Iovine, uno dei maggiori produttori dell'epoca, ma alla fine le sorelle Wilson decisero di lavorare al disco in prima persona. La traccia Perfect Stranger anticipò il tipo di power ballad che avrebbero portato il gruppo al successo nella seconda metà degli anni ottanta. Prima delle registrazioni del successivo Passionworks (1983), la band subì un cambio di formazione, con l'ingresso del batterista Denny Carmassi e il bassista Mark Andes. Nonostante la presenza di un produttore esperto come Keith Olsen, il nuovo lavoro passò quasi inosservato.
Sia Private Audition che Passionworks ottennero vendite relativamente scarse, non riuscendo a raggiungere il disco d'oro. Tuttavia in quel periodo registrò discreto successo il singolo How Can I Refuse che arrivò fino al primo posto della classifica Mainstream Rock Songs. Nel 1984 Ann registrò in duetto con Mike Reno, leader dei Loverboy, la ballata pop Almost Paradise per la colonna sonora del film Footloose. Parallelamente Nancy comparve invece in alcuni cameo nelle pellicole Fuori di testa (1982) e The Wild Life (1984) sceneggiate dal futuro marito Cameron Crowe.

### La rinascita (1985-1991)
Inizialmente propensa verso uno scioglimento definitivo, la band decise di firmare un nuovo contratto con la Capitol Records, ma con delle precise clausole che imponevano tassativamente la presenza di autori esterni nella composizione dei brani, di un produttore scelto direttamente dalla casa discografica, e di un cambio radicale nel look e nel sound del gruppo. L'album di debutto con la nuova etichetta venne pubblicato nel 1985 con il semplice titolo Heart, rivelandosi un enorme successo e consentendo alla band di raggiungere per la prima volta in carriera la vetta della classifica, grazie a singoli come What About Love, Never e These Dreams.
Il successivo album Bad Animals, pubblicato nel 1987, si presentava sulla scia del precedente distaccandosi dalle inclinazioni folk e acustice della band per abbracciare uno stile arena rock più patinato. Questo conteneva la hit Alone, che raggiunse il primo posto della Billboard Hot 100, più altri singoli di successo come Who Will You Run To e There's the Girl.
Nel 1990 venne invece pubblicato Brigade, un lavoro che nelle intenzioni del gruppo doveva rappresentare un parziale ritorno alle sonorità rock classiche degli esordi. L'album presentava comunque nuovi singoli di successo come All I Wanna Do Is Make Love to You, I Didn't Want to Need You e Stranded. Nel tentativo di dimostrare di non essere un gruppo capace di sfornare soltanto ballad, gli Heart registrarono l'anno successivo il disco dal vivo Rock the House Live! che escludeva praticamente tutti i singoli di recente successo per lasciar posto ad alcuni brani meno noti della loro discografia.

### Altri progetti (1992-2001)

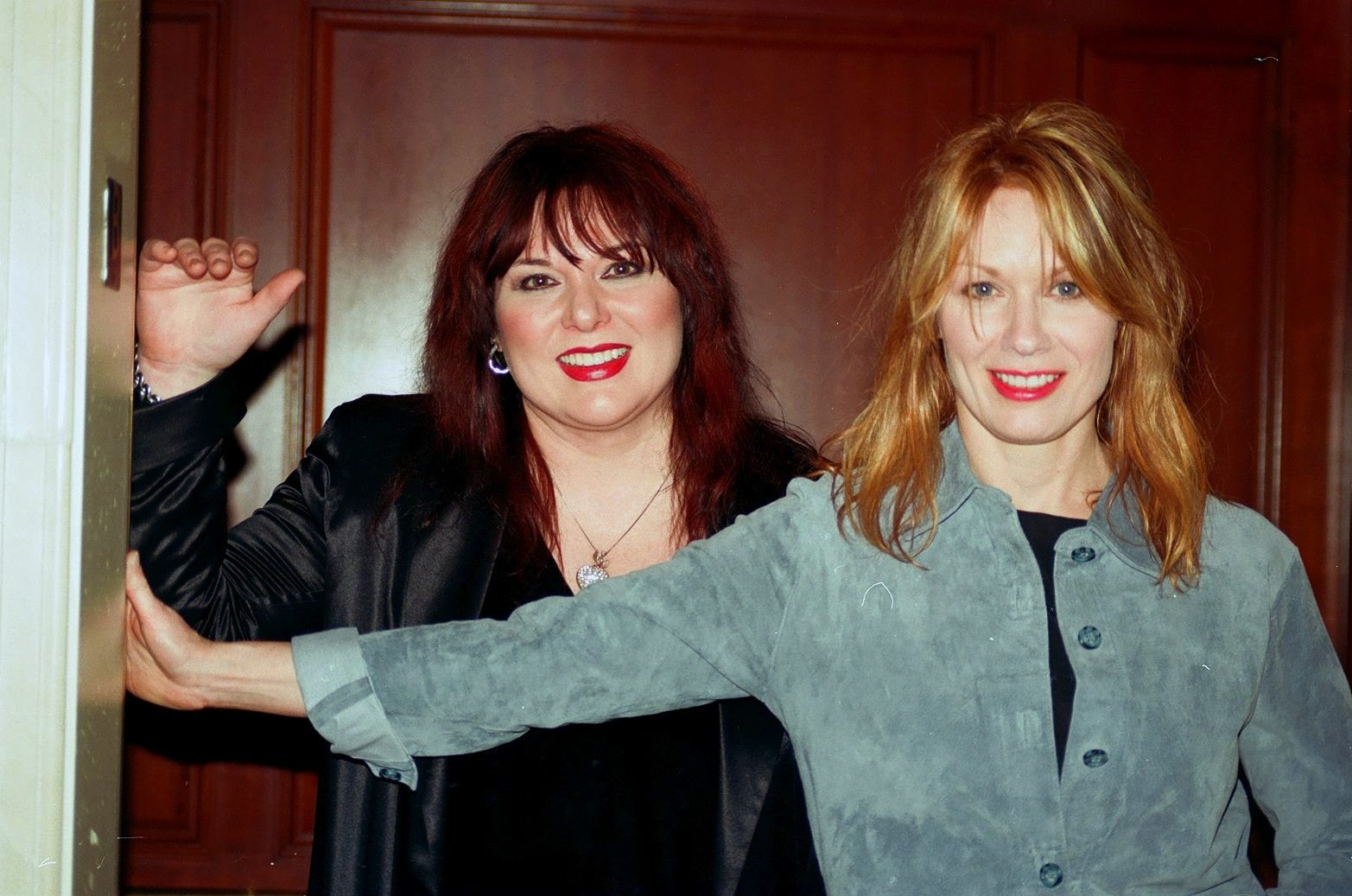
Le sorelle Wilson nel 1998

### Il ritorno (2002-2016)

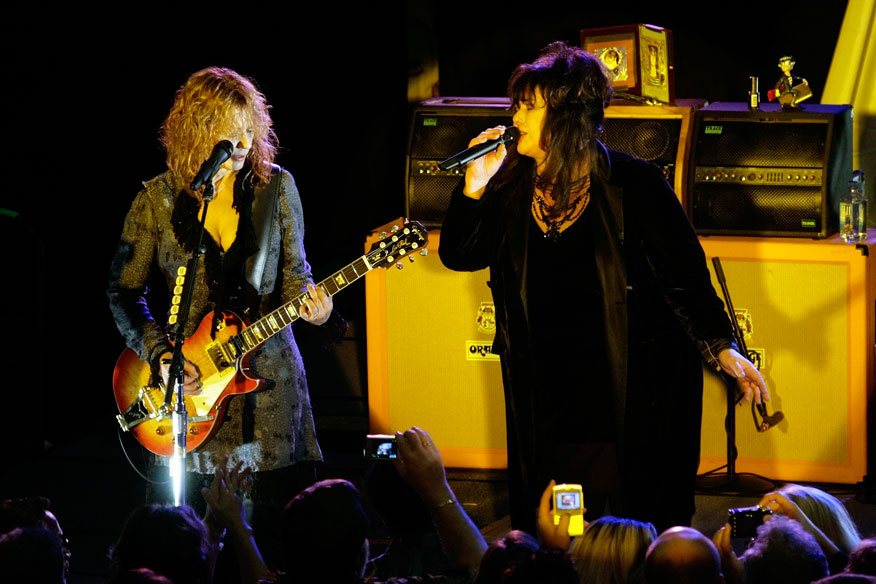
Nancy e Ann Wilson nel 2007